# 山梨県道401号市川大門停車場線
山梨県道401号市川大門停車場線（やまなしけんどう401ごう いちかわだいもんていしゃじょうせん）は、山梨県西八代郡市川三郷町を起点・終点とする一般県道である。

## 概要

### 路線データ
- 起点：山梨県西八代郡市川三郷町市川大門（身延線市川大門駅）
- 終点：山梨県西八代郡市川三郷町市川大門（信号無交差点＝山梨県道4号市川三郷富士川線交点）

## 通過する自治体
- 山梨県西八代郡市川三郷町

## 交差・接続する道路
- 山梨県道4号市川三郷富士川線（西八代郡市川三郷町市川大門・信号無交差点）

## 周辺
- 市川大門駅